# 1161 Thessalia
1161 Thessalia este un asteroid din centura principală, descoperit pe 29 septembrie 1929, de Karl Reinmuth.